# Ши, Роберт
Роберт Джозеф Ши (англ. Robert Joseph Shea, 14 февраля 1933 — 10 марта 1994) — писатель, соавтор Роберта Антона Уилсона в создании трилогии «Иллюминатус!».
Роберт Ши познакомился с Робертом Антоном Уилсоном в конце 1960-х, когда они оба работали в редакции журнала «Playboy». Вскоре они решили совместно написать роман в котором бы комбинировались секс, наркотики, альтернативные религии, анархизм и теория заговора, этим романом и стал «Иллюминатус!». Несмотря на то, что они дружили всю оставшуюся жизнь, у них были философские и политические разногласия, которые обогатили книгу и помогли создать диалогический роман, в котором не отдается предпочтение какой-либо точке зрения.
Самостоятельно Ши начал писать исторические романы, включая Shike (англ.) (1981), в  котором описано судьба зиндзя раскрывающая суть существования их ордена, Япония, воины монголии и подобные исторические факторы востока, All Things Are Lights (англ.) (1986) и The Saracen (англ.), двухтомный роман, изданный в 1989 г. и описывающий противостояние между светловолосым мусульманским воином по имени Дауд ибн Абдулла (Daoud ibn Abdullah) и его противником, французским крестоносцем по имени Симон де Гобиньон (Simon de Gobignon). Его последней книгой была повесть Shaman (1991). Сюжеты этих книг были простыми (начало-середина-конец), но включали в себя пару скрытых подсказок о содержании трилогии «Иллюминатус!».
Несколько лет Ши был редактором анархистского журнала «No Governor». Его название пошло от цитаты, приписываемой Чжуан-цзы: «Нигде нет правителя» («There is no governor anywhere.»). Журнал упоминается и читается одним из персонажей «Иллюминатус!».
Информация с сайта Роберта Ши (англ.):
Роберт Джозеф Ши учился в школе Манхеттена, колледже Манхеттена и Государственном Университете Нью-Джерси и работал редактором журнала в Нью-Йорке и Лос-Анджелесе.
В 1960-х он был редактором журнала Playboy, где познакомился с Робертом Антоном Уилсоном, в соавторстве с которым написал трилогию «Иллюминатус!».
После публикации «Иллюминатуса!», Роб покинул работу в Playboy для того, чтобы полностью посвятить себя писательской карьере.
Роберт Ши умер от рака толстой кишки 10 марта 1994 г. в возрасте 61-го года.
Ши жил в Гленко, штат Иллинойс. У него остались сын Майкл Э. Ши и вторая жена, писательница Патриция Монаган.